# Crepidochares
Crepidochares är ett släkte av fjärilar. Crepidochares ingår i familjen Eriocottidae.
Kladogram enligt Catalogue of Life:
| Crepidochares | \| \| Crepidochares aridula \| \| \| \| \| \| Crepidochares austrina \| \| \| \| \| \| Crepidochares colombiae \| \| \| \| \| \| Crepidochares neblinae \| \| \| \| \| \| Crepidochares subtigrina \| \| \| \| |
|               | \| \| Crepidochares aridula \| \| \| \| \| \| Crepidochares austrina \| \| \| \| \| \| Crepidochares colombiae \| \| \| \| \| \| Crepidochares neblinae \| \| \| \| \| \| Crepidochares subtigrina \| \| \| \| |
|               | Compsoctena |
|               | |
|               | Dacryphanes |
|               | |
|               | Deuterotinea |
|               | |
|               | Eriocottis |
|               | |
|               | Eucryptogona |
|               | |
|               | Kearfottia |
|               | |
|               | Tetracladessa |
|               | |
|               | Crepidochares aridula |
|               | |
|               | Crepidochares austrina |
|               | |
|               | Crepidochares colombiae |
|               | |
|               | Crepidochares neblinae |
|               | |
|               | Crepidochares subtigrina |
|               | |

|  | Crepidochares aridula    |
|  |                          |
|  | Crepidochares austrina   |
|  |                          |
|  | Crepidochares colombiae  |
|  |                          |
|  | Crepidochares neblinae   |
|  |                          |
|  | Crepidochares subtigrina |
|  |                          |